# Leopoldo Miguez
Leopoldo Américo Miguez (Niterói, 9 de septiembre de 1850 - Río de Janeiro, 6 de julio de 1902) fue un compositor, violinista y director de orquesta brasileño. Es considerado el continuador de la obra de Francisco Manuel da Silva y el renovador de la enseñanza de la música en Brasil a inicios del siglo XX. 

## Biografía
Nació en Niterói en 1850. Residió en España desde los dos hasta los siete años, cuando se mudó a Oporto (Portugal) donde se formó en armonía y composición con Giovanni Franchini y el violinista Nicolau Medina Ribas. Regresó en 1871 a Brasil donde trabajó como guardalibros en la Casa Dantas de Río de Janeiro. En 1878 fundó junto con el pianista Arthur Napoleão la firma Arthur Napoleão & Miguez, dedicada a la música y la venta de instrumentos. Abandonó la actividad comercial luego de diez años para consagrarse íntegramente a la música.
A fin de perfeccionarse, viajó a Europa en 1882 bajo la protección de Pedro II. Fue recomendado a Ambroise Thomas, director del Conservatorio de París. Regresó en 1884 a Brasil, habiendo recibido la influencia de la música de Richard Wagner, Franz Liszt y Hector Berlioz.
En 1886 fue protagonista fundamental e involuntario del episodio que dio inicio a la carrera de Arturo Toscanini, uno de los más célebres directores de orquesta de la historia, quien se había unido como violonchelista a la orquesta de una compañía de ópera en gira por Sudamérica. Miguez fue contratado para la representación de Aida en Río de Janeiro, pero renunció debido a diferencias con los músicos, forzando al director de la compañía a buscar inmediatamente a un sustituto. Luego del fracaso de dos reemplazos, Carlo Superti y Aristide Venturi, los cantantes propusieron a Toscanini, quien con 19 años era el asistente del Maestro de Coro y conocía de memoria la ópera completa. A pesar de no tener experiencia de dirección, fue convencido por los músicos de tomar la batuta a las 9:15 p. m. y dirigir la ejecución de una ópera de dos horas y media de duración. El público fue gratamente sorprendido por la extrema juventud, la seguridad y la maestría del desconocido director, convirtiendo su debut en un éxito absoluto. Durante el resto de la temporada Toscanini condujo dieciocho óperas más, todas con el mismo éxito.
En enero de 1890 el Mariscal Deodoro da Fonseca, primer presidente brasileño luego de la Proclamación de la República, convocó a un concurso público para la elección de un nuevo himno nacional para Brasil. Dicho concurso fue ganado por la propuesta de Leopoldo Miguez y Medeiros e Albuquerque en música y letra respectivamente. Sin embargo, a pesar de haber ganado, el himno terminó transformado en el Himno a la proclamación de la República (Hino à proclamação da República), uno de los mayores símbolos del nacimiento del sistema republicano brasileño.
Fue designado miembro de la comisión que decidió cerrar el antiguo conservatorio de Francisco Manuel da Silva y crear el Instituto Nacional de Música, para el que fue nombrado como primer director.
En 1895 viajó nuevamente a Europa con el objetivo de analizar el funcionamiento de los conservatorios europeos. Allí adquirió instrumentos para la Orquesta Sinfónica del Instituto Nacional de Música, dispositivos para el gabinete de acústica y material para la biblioteca.
Fue autor del libro Elementos de teoria musical y de varios artículos en la Gazeta Musical de Río de Janeiro, bajo el título Teoria da formação das escalas cromáticas.
Su ópera Pelo amor! fue estrenada en el Cassino Fluminense en 1897, con libreto de Coelho Neto. I Salduni fue estrenada en 1901 en el Teatro Lírico. Algunas de sus obras más importantes son: Marcha elegíaca a Camões (1880), Sinfonia em si bemol (1882), Parisina (1888), Ave libertas! (1890), Prometheus (1891) y Suite à l'antique (1893).
Falleció en Río de Janeiro en 1902. Era tío materno del poeta, letrista y artista plástico Luís Peixoto.

## Obras principales
- Música dramática: Pelo amor!; I Salduni.
- Música orquestal: Sinfonia em sol bemol (1882); Parisina (1888); Ave libertas! (1890); Prometheus (1891); Marcha elegíaca a Camões (1880); Marcha nupcial (1876); Hino à Proclamação da República (1890).
- Música de cámara: Silvia; Suite à l'antique (1893); TRío; Sonata para violino e piano
- Música instrumental: Allegro appassionato para piano solo; Noturno; Reina a paz em Varsóvia; Noturno para contrabaixo e piano.
- Música vocal: Branca aurora; Le Palmier du Brésil; A Instrução.